# 銚子電鐵22000型電聯車
銚子電鐵22000型電聯車（日语：／ Chōshi Dentetsu 22000-gata densha）是銚子電氣鐵道的銚子電氣鐵道線使用的電聯車。22000型是由南海電氣鐵道分別在2023年及2024年8月轉讓的南海2200系電聯車改裝而成的列車，也是銚子電鐵時隔8年再度引進的新電車（中古電車）。
本型車的首個編組KuHa 22007-DeHa 22008於2024年3月29日開始投入使用。第二個編組KuHa 22005-DeHa 22006透過群眾募資後改裝成觀光列車「次郎右衛門」，於2025年3月1日在仲之町站舉行發車典禮，並在同年的4月1日投入使用。而該列觀光列車的愛稱源自於建造銚子市外川漁港的漁夫崎山次郎右衛門。

## 規格與構造
本型車由京王重機整備負責改裝和維護。首個編組的車體塗裝採用原型車投入使用時的東方綠，並搭配翡翠綠的條紋。車廂內則加裝乘車證明的發行機與車費的收費箱，並在靠近駕駛室側的車門安裝開關。「次郎右衛門」的車體則沿用南海2200系電聯車的塗裝。車廂的內裝以港町為主題進行設計，並在長條式的座椅背上添加魚群、向日葵等圖案；把手則製作成鯖魚或是沙丁魚的形狀。而部分座椅為附有桌板的對向式座椅，並設置可觀賞窗外風景的吧檯座位。